# Jacob Duck

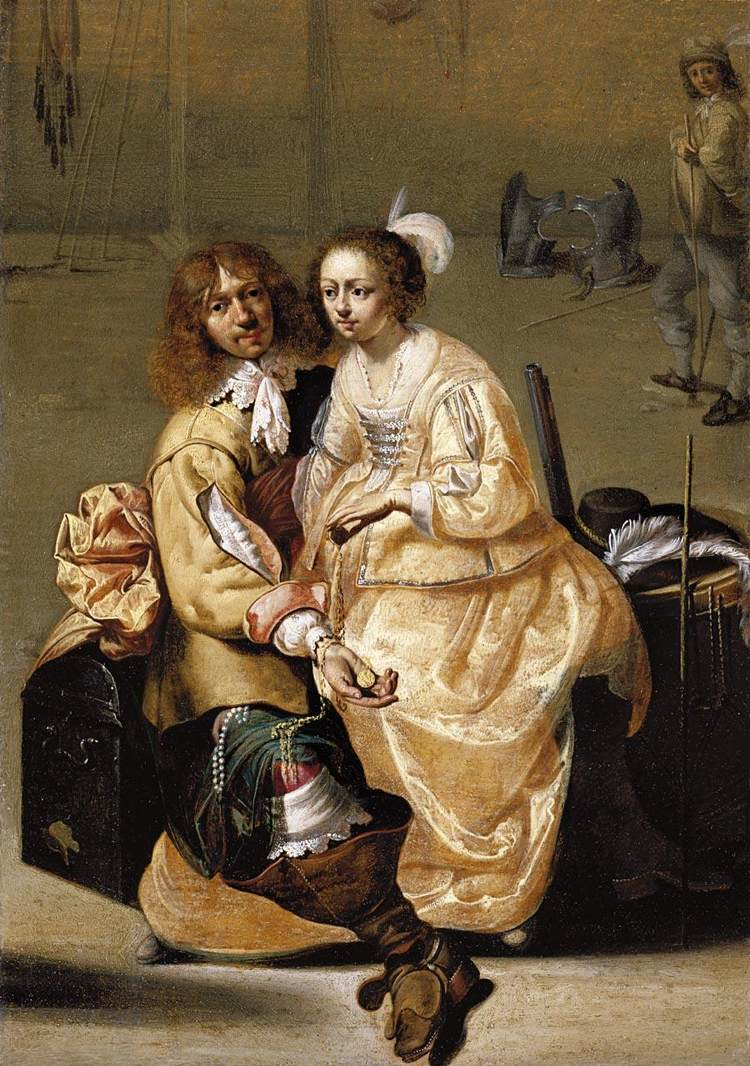
Interieur van een wachtruimte, ca. 1630

Jacob Duck (Utrecht, ca. 1598 - Utrecht, 28 januari 1667) was een Nederlandse kunstschilder.
Duck kreeg een opleiding tot edelsmid en was als zodanig ook werkzaam, maar in 1621 nam hij tekenles bij Joost Cornelisz. Droochsloot. Hij werd vervolgens schilder en sloot zich in 1629 bij het Sint-Lucasgilde in Utrecht aan. 
Duck specialiseerde zich in zorgvuldig geschilderde genrestukken op klein formaat. Hij vervaardigde interieurtjes en vooral kortegaardjes, oftewel tafereeltjes met soldaten in een wachtruimte.